# Ramón Sergio Carranza Semprini
Ramón Sergio Carranza Semprini   (Rosario, 28 de juliol de 1931 - Rosario, 28 de maig de 2014) és un exfutbolista argentí de la dècada de 1950.

## Trajectòria
A l'Argentina jugà durant la primera meitat dels anys 1950 als clubs Central Córdoba i Newell's Old Boys de Rosario. El 1956 fitxà per l'Unión Española de Xile, on coincidí amb l'ex espanyolista Josep Egea. El 1958 es traslladà a Espanya on jugà pel Granada CF. Al club andalús hi jugà durant tres temporades, fins al 1961, un total de 60 partits de lliga. Aquest any, amb el descens del club a Segona, fitxà pel RCD Espanyol. A l'Espanyol jugà tres temporades més i va viure un descens a Segona Divisió, seguit d'un ascens a Primera. El gener de 1964 fitxà per l'Atlètic Balears. També jugà al CE Europa a Segona Divisió. El 1965 retornà a l'Argentina al club Central Córdoba.